# Дани Уелбек
Дани Уелбек (Daniel Nii T. M. "Danny" Welbeck) е английски футболист от ганайски произход, играещ в Брайтън.
Роден е на 26 ноември 1990 г. в Манчестър, Англия. Играе като нападател или крило. Поради ръстът му и скоростта е сравняван с Адебайор и Кану.
Уелбек идва в Юнайтед през сезон 2005-2006 и дебютът му за отбора под 19 години е срещу Съндърланд. През следващия сезон, той е записал 28 мача за юношите, като вкарва 9 гола, включително 8 мача и 1 гол за FA Youth Cup, където помага на своя отбор да достигне до финала, въпреки че е с 2 години по-малък от някои играчи.
Уелбек подписва своят първи договор за ДЯВОЛИТЕ през юли 2007 и почва сезон 2007-2008 при юношите, но бързо е повикан в резервния, като прави няколко включвания като резерва. Тогава, през януари 2008 е повикан в първия тим на ЧЕРВЕНИТЕ ДЯВОЛИ за пътуването до Саудитска Арабия за да играе срещу Ал Хилал за бенефиса на Сами Ал-Джебар. Той прави първия си дебют на 21 януари 2008 г. влизайки като резерва на Андерсон в 65 минута. Въпреки че пропуска дузпа, която може да донесе равенство за Юнайтед, той се представя на ниво.
На 26 януари сър Алекс Фъргюсън заявява, че Уелбек ще играе за първия тим докрая на сезона.
За сезон 08/09 той играе 3 мача или 117 минути с отбора и отбелязва 1 гол. Той няма нито жълти, нито червени картони.